# Oligotoma greeniana
Oligotoma greeniana is een insectensoort uit de familie Oligotomidae, die tot de orde webspinners (Embioptera) behoort. De soort komt voor in Oriëntaals gebied.
Oligotoma greeniana is voor het eerst wetenschappelijk beschreven door Enderlein in 1912.